# Bény

Bény este o comună în departamentul Ain din estul Franței.